# Lyonia doyonensis
Lyonia doyonensis là một loài thực vật có hoa trong họ Thạch nam. Loài này được (Hand.-Mazz.) Hand.-Mazz. mô tả khoa học đầu tiên năm 1936.